# Figura (heráldica)
En Heráldica la figura, cargo o carga heráldica es todo lo que ocupa el campo en un escudo de armas raso o llano. 
El término raso designa alguna cosa que no tiene rupturas o alteraciones. Un escudo raso no tiene más que un campo, sin cargos que lo alteren: el campo raso cubre todo el plano.
Pocos escudos son de colores rasos, la mayor parte están adornados (cargados) por motivos (cargos) en la que el objetivo técnico principal es el de singularizar las armas.
A los motivos geométricos elementales de partida (que constituye el grupo de las "piezas honorables", en una posición sobre el campo y un tamaño convencional) se vienen a añadir una infinidad de figuras de toda clase: forma geométrica pura, un ser viviente animal o vegetal, real o fantástico, un objeto técnico o natural.
El diseño de los cargos o figuras es siempre muy estilizado, a veces al extremo, sin efecto de modelado, ni de aclarado (color plano, a veces cernido de un trazo).
Los cargos son de un solo color. Pero hay elementos de un cargo complejo que son de un color diferente (ejemplo: un león rojo con garras negras), se debe entonces precisarlo con un vocabulario apropiado (blasonamiento) (león de gules armado de sable).
A diferencia de las particiones (que delimitan las zonas del mismo nivel) los cargos se ponen sobre el campo o sobre otro cargo (ellos cargan) constituyendo una profundidad, en las representaciones cuidadas, esta profundidad aparece por una sombra portada sobre el campo que carga, la luz convencional viniendo de adelante en alto y a diestra—convención de luz que se encuentra en el diseño de arquitectura o en ciertas cartas topográficas.
Los cargos pueden estar particionados si son de grandeza suficiente y pueden ser adornados por otros cargos.
Entre los cargos más extendidos, no siendo de las piezas honorables, se encuentra la cruz, el león, el águila y la flor de lis (en la Heráldica francesa).

## Clasificación de figuras o cargos heráldicos
En heráldica, las figuras o cargos forman un grupo de elementos tan variado y numeroso que ha suscitado un gran número de intentos de clasificación. Al día de hoy, ninguna ha logrado ser unánime. Estas clasificaciones no intervienen en el blasonamiento, son sobre todo de interés teórico. Estos intentos pueden repartirse en dos tendencias:

### 1aTendencia
Clasificación según las características expresadas y observables (definido en "comprehensión") como por ejemplo:
- Las piezas: Son formas geométricas fijas en el escudo, limitadas al trazo por dos líneas geométricas que separan las zonas de esmalte diferente. Se extienden normalmente hasta el borde de la región que ocupan y no son figurativas. Se subdividen en:
  - piezas honorables o "de primer orden" (llenan la tercera parte de las superficie regular del campo en el escudo).
  - piezas ordinarias o "de segundo orden" (elementos caracterizados por una forma geométrica)
- Los muebles: Figuras estilizadas de objetos, de plantas, de animales, de criaturas quiméricas, etcétera, pudiendo estar puestas de manera muy variada sobre el escudo o sobre una pieza.

### 2aTendencia
Clasificación según una lista más o menos exhaustiva (definido en "extensión"), basada probablemente sobre un re-censo de los usos registrados en las armerías o transmitidos por tradiciones, como por ejemplo:

#### Piezas heráldicas
- Piezas honorables:

Jefe
banda
Barra
Palo
Faja
Chevrón
cruz
Sotuer

- Piezas del segundo orden:

Cantón
Franco-cuartel
Escusón / Escudete
Jirón
Lambel
Bordura
Orla
Trechor
Perla
Perla invertida
Pila
Pira
Campaña o Punta

- Piezas del tercer orden:

bezante, tortillo, billetado, cuadrado, fusado, losanjado, macla, ruste, tortillado, tortillo-bezante
- Piezas disminuidas:

bastón, burela, cotiza, divisa, filete, planicie, tercio, vergueta
- Figuras naturales: sol, creciente, arco iris, estrellas, león, leopardo, caballo, perro, águila, etc.
- Figuras artificiales: anillos, candelabros, llaves, clavos, coronas, gradas, etc.
- Figuras imaginarias: quimera, dragón, sirena, grifo, arpía, unicornio, etcétera.

#### Crítica de esta segunda tendencia
El número cuasi-infinito de cargos posibles e ilusorios que hacen a la lista exhaustiva.
Más aún, el ejemplo aquí arriba dibuja bien la dificultad por los "etcéteras", que deberían igualmente aparecer como otras listas manifiestamente incompletas, como aquellas de las piezas disminuidas que "olvidan" el triángulo, los gemelos, la red, el doble-trazado, el contra-filete... Y si la lista de las piezas del tercer orden comporta también un "etcétera", será difícil decidir si los cargos tales como los "veros" o el "círculo" se clasifican ahí, o en las figuras artificiales: no hay ninguna diferencia en la naturaleza de las dos listas.